# Копивник
Копивник (словен. Kopivnik) — поселення в общині Раче-Фрам‎, Подравський регіон‎, Словенія.